# Amaranta
Amaranta (v německém originále Amaranth) je romantická opera o prologu a třech dějstvích českého skladatele Hanuše Trnečka. Libreto napsal německý spisovatel Demetrius Hornicke na námět stejnojmenné epické básně německého básníka svobodného pána Oskara von Redwitze. Opera byla napsána v letech 1884–1888 a premiéru měla v českém překladu Ladislava Dolanského 16. listopadu 1890 v pražském Národním divadle.

## Vznik a charakteristika
Český skladatel a harfenista Hanuš (Jan) Trneček byl absolventem Pražské konzervatoře, poté absolvoval vojenskou službu, přičemž o dovolených hrál v lázeňském orchestru ve Františkových Lázních. Roku 1882 byl angažován jako harfenista do orchestru Velkovévodského divadla v německém Schwerinu (Zvěříně), kde zůstal do roku 1888, kdy byl angažován jako učitel na Pražskou konzervatoř.
Ve Schwerinu vedle výkonného působení napsal Trneček několik s uznáním přijatých kompozic a začal pracovat na velké romantické opeře na námět básně Amaranth Otty von Redwitze, se kterou se seznámil roku 1884 a která mu učarovala; libreto mu napsal mladý spisovatel Demetrius Hornicke. Když však započatou práci ukázal režisérovi velkovévodského divadla Leopoldu Güntherovi, ten mu poradil nejprve složit skromnější jevištní práci; Trneček proto práci na Amarantě přerušil a na Güntherovo již hotové libreto napsal svou první jednoaktovou operu Houslař cremonský (1886). Poté se však k Amarantě vrátil a pokračoval na ní i po návratu do Čech s úmyslem nabídnout ji Národnímu divadlu. Profesor reálky v Karlíně Ladislav Dolanský pro něj provedl nejen překlad původního libreta, ale napsal celé jedno dějství, včetně klíčové scény před katedrálou ve druhém dějství.
Jistou zvláštností Amaranty je struktura, kdy po jevištní „předehře“ (prologu) teprve následuje hudební předehra (ouvertura); vzorem tu byla zejména opera Hans Heiling Heinricha Marschnera. Trneček v této opeře tíhnul k uzavřeným formám, na rozdíl od formy wagnerovského hudební dramatu, v té době považovaného za pokrokovější a modernější; přesto například Josef Bohuslav Foerster jmenoval mezi Trnečkovými vzory právě Wagnera a Karla Goldmarka a i recenzent deníku Prager Abendblatt poukazoval na vliv Wagnera, zejména jeho Tannhäusera.
Národní divadlo se jí ujalo „s péčí a svědomitostí uznáníhodnou“, a to i co do výpravy a výkonu orchestru a představitelů hlavních úloh, zejména pak Olga Paršová-Zikešová jako Ghismonda a Berta Foersterová-Lautererová v titulní úloze. Premiérové obecenstvo skladatele několikrát vyvolalo na scénu a poctilo vavřínovými věnci.
Od kritiky získalo zdrcující odsudek především libreto. Překladatel a upravovatel Ladislav Dolanský se dočkal spíše sympatických výroků (například Karel Teige v České Thalii chválil jeho „krásnou řeč“ stejně jako Emanuel Chvála v deníku Politik). O námětu již samotný Dolanský uznával, že Redwitzova báseň byla „v letech padesátých tak vysoce slavená, nyní však již střízlivěji posouzená“, a kritiky na problémy tohoto námětu poukazovaly (podle Emanuela Chvály v Národní politice „poslední málomocný rozmach zmírajícího romantického blouznění“), ještě více však na jeho zpracování z Hornickeova pera. František Hejda v Daliboru hovořil o „mizerii elaborátu z Redwitzovy básně“. J. B. Foerster v Národních listech nešetřil slovy jako „efekt za každou cenu“ a „stará zpěvoherní šablona“. Karel Teige: „Celek jest ultraromantickým rázem svým čirým anachronismem nynějším názorům, detaily jeho pak jsou velice všední a chabé. Z povah žádní se nezamlouvá, naopak z největší části diváku se protiví svou nedůsledností a zvráceností. Dramatického podkladu text nemá a rozplývá se chudý jeho děj v řadě mlhových obrazů.“ I Emanuel Chvála v libretu našel „jen řadu strnulých scénických obrazů bez jiskry dramatického života“. Opět J. B. Foerster: „Hlavní postavy jsou nesympatické, ani unylá Amaranta, ani rouhavá Ghismonda, ani nestálý větroplach Valtr a žalující Konrád nevzbuzují zájem. […] Libretista chtěl vyhověti všem, proto ty průvody, hody, slavnosti a tance, zde scena v lesní tiši, tam v nádherném paláci na břehu modrého jezera, tu za bouře, jinde v žáru slunce…“ Ději kritika vytýkala zásadní věci – například že Amaranta nakonec umírá bez jakékoli příčiny – až po vyslovené směšnosti: „V posledním jednání starý Konrád přivádí se o poslední špetku sympatie. Vyvádí totiž na smrt nemocnou dceru na chladný vzduch listopadový a ke všemu v tak lehkém šatě. Chudáček Amaranta musí tu zpívati dlouhou arii, začež jí podivný ten staroch přinese místo kožichu – kolovrat, aby si trochu zapředla, nota bene, v listopadu pod širým nebem,“ popisoval Václav Juda Novotný ve Zlaté Praze.
Mnohem příznivěji byla přijata hudba. V. J. Novotný měl za to, že skladatel na chatrném libretu „zbudoval hudbu svěžího zvuku, plynné invence a krásné práce ve výrazném proudu orchestrálním“. Emanuel Chvála ve svém obsáhlém rozboru Trnečkovy práce v Politik zdůrazňoval jeho konzervatismus, eklekticismus a nedostatek původnosti, však zdůrazňoval technickou vyspělost, zejména orchestrálního zpracování. Trneček podle něj „vytvořil svěží, zajímavé, velmi efektní, s velkou inteligencí vyrobené a na zdravou, solidní bázi postavené dílo a doložil vynikající nadání a zvláštní dovednost pro žánr opery“. Rovněž podle Teigeho je Amaranta „prací skladatele nadaného, inteligentního a vzdělaného, jest to dílo zdravého vkusu, věrné snahy a bohaté dovednosti“. Podle J. B. Foerstera se Trneček v Amarantě ukázal jako „eklektik prošlý výbornou školou, skladatel vážné snahy“. Recenzenti vyzvedávali některé konkrétní scény, jako většinu prvního dějství, zejména zpěvy Amaranty a monolog Konrádův, a také balet ve druhém dějství. Jenže, jak psal František Hejda, „co je to vše platno, když úhrnný dojem zmařen je hrozným balastem tohoto celého dramatického rámce, […] jenž budí ve vás už jen jedinou touhu – aby konečně poslední akt byl dohrán a opona spuštěna“.
Hejda kladl skladateli za vinu nedostatek úsudku: „nedivím se tomu, že Trneček se exaltoval pro Redwitzův epos. Ale tomu se divím, že za ten čas, co partituru svou choval v pultě, neprohlédl zjevné vady její – že setrval na přání, aby opera došla ku scénickému provedení.“ V. J. Novotný psal: „Stálo to čtvrt roku práce, bohužel práce ztracené, neboť Amaranta v této podobě nemůže se udržeti na repertoáru. Ale to se mohlo napřed vědět z pouhého nahlédnutí v neblahé libreto a mohlo se ušetřiti zklamání i skladateli i pokladně.“ Přes zprávy o příznivém přijetí i z repríz se naplnila proroctví recenzentů, že jevištní život Amaranty bude krátký. Zdeněk Nejedlý s odstupem konstatoval: „když proběhla čtyři čtvrtky [=čtyři abonentní skupiny], také navždy zmizela“.

## Osoby a první obsazení

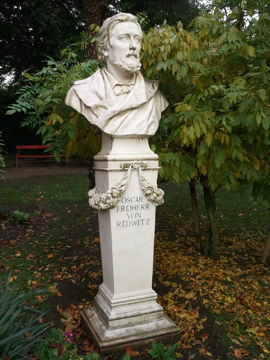
Busta autora námětu, básníka Oskara von Redwitze, v italském Meranu.

| osoba                                                         | hlasový obor      | premiéra (16. listopadu 1890) |
| ------------------------------------------------------------- | ----------------- | ----------------------------- |
| Hraběnka z Hardeka                                            | mezzosoprán       | Marie Klánová                 |
| Valter, její syn                                              | tenor             | Josef Konrát                  |
| Marketa, její dcera                                           | soprán            | Karolina Maličká              |
| Arnold, Valtrův přítel                                        | baryton           | Václav Viktorin               |
| Konrad                                                        | bas               | Vilém Heš                     |
| Amaranta, jeho dcera                                          | mezzosoprán       | Berta Foersterová             |
| Hrabě Toska                                                   | baryton           | Jan Skramlík                  |
| Ghismonda, jeho dcera                                         | dramatický soprán | Olga Paršová-Zikešová         |
| Valvino, rytíř z jeho družiny                                 | tenor             | Václav Soukup                 |
| Biskup                                                        | bas               | Eduard Aschenbrenner          |
| Kastelán                                                      | tenor             | Adolf Krössing                |
| Panstvo, rytíři a šlechtičny, zbrojnoši, družičky, kněží, lid |                   |                               |
| Dirigent: Adolf Čech                                          |                   |                               |
| Režie: František Kolár                                        |                   |                               |
| Choreografie: Augustin Berger                                 |                   |                               |

## Děj opery
Odehrává se v Německu u Neckaru a v Itálii u Comského jezera v době křížových výprav.

### Předehra
(Bohatý sál rytířský na zámku hraběnky z Hardeka) Ovdovělá hraběnka z Hardeka se svými dětmi, Valtrem a Marketou, ve společnosti rytířů a davu přijímá rytíře Arnolda, Valtrova přítee, jenž žádá o Marketinu ruku (sbor O paní má, jak slastný čas). Hraběnka svoluje, Arnold a Marketa si podají ruce (duet Tys růže má, tvůj vonný dech). Všichni jim blahopřejí a vzdávají díky Bohu.
Zvuk hlásného rohu oznamuje příchod vlašského poselstva v čele s rytířem Valvinem. Ten přináší pozdrav od hraběte Tosky, dávného přítele nedávno zesnulého hraběte z Hardeku; obě hrabata se přísahou zavázala sezdat své děti Valtra a Ghismondu. Valvino přináší Valtrovi Ghismondin vzácný zlatý prsten a ptá se, jakou má přinést odpověď. Hraběnka i Valter jsou připraveni slibu dostát. Valter se tedy chystá v doprovodu Arnolda do Vlach (scéna Buďte nám vítán a závěrečný sbor Buď zdráv náš pán i jeho choť!).

### 1. dějství

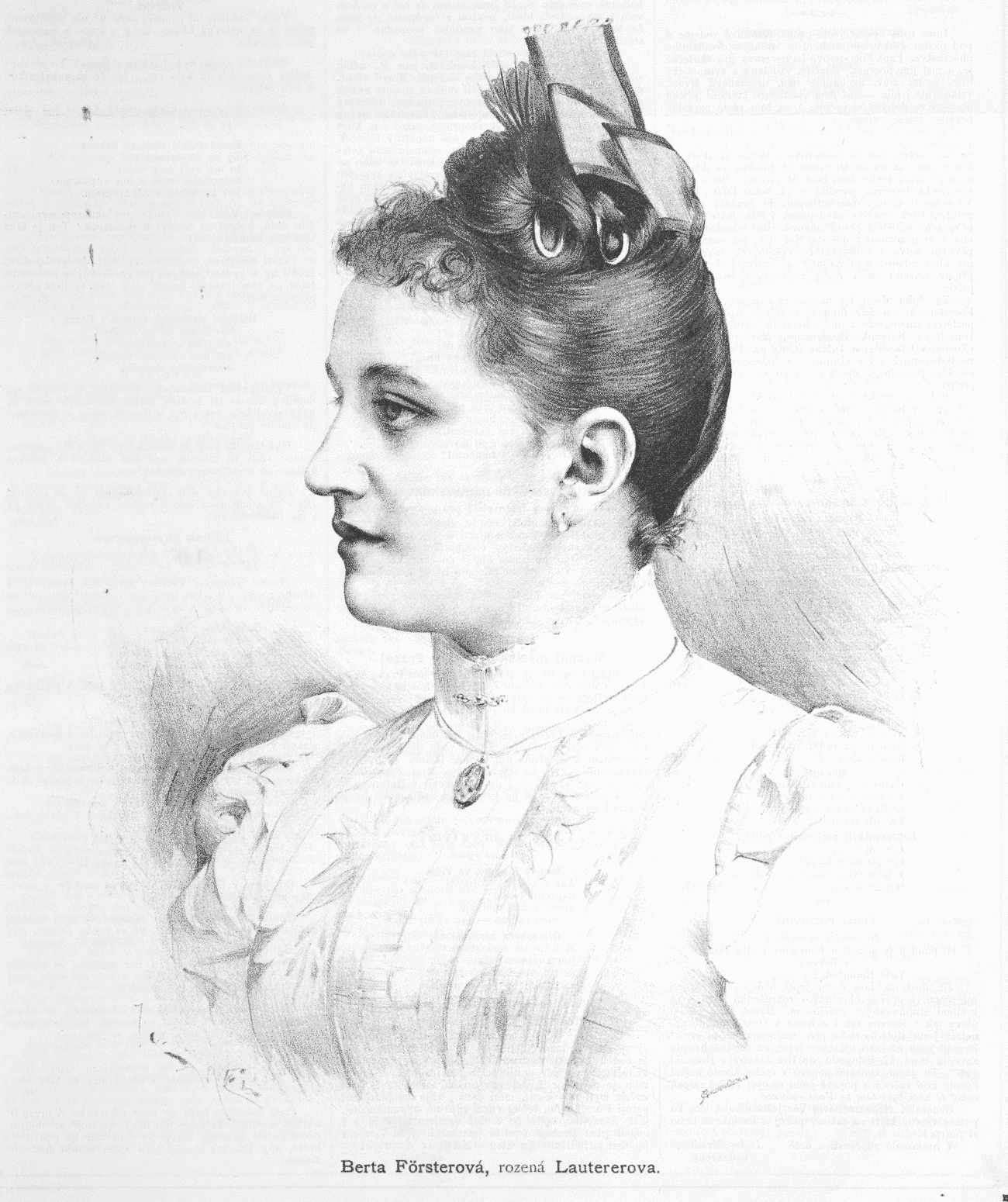
Berta Foersterová-Lautererová zpívala v opeře Amatanta titulní roli (kresba J. Vilímka).

(1. obraz – Pokoj v Konradově domku, bouřlivá noc) U stolu se zbytky večeře spí starý rytíř Konrad. Zvenčí zaznívá zpěv mnichů z nedalekého kláštera (sbor Zdrávas Maria, matko boží). Konradova dcera Amaranta se snaží modlit: žije zde sama s otcem, ale trápí ji sny plné milostné vášně, a proto prosí Boha, aby je zapudil (árie On spí… Já ve snu měla vzácný zjev). Tu se ozve bušení na dveře a volání jakéhosi mladého rytíře. Amaranta pílí neznámému otevřít.
Konrad se mezitím probouzí. Má zlou předtuchu – za podobně bouřlivé noci zastihl kdysi svou choť in flagranti s náhodným vlašským hostem. Vlacha tehdy probodl mečem, manželka mu uprchla a jemu zbyla jen milovaná dcera Amaranta (árie Jak zuří bouře dnes!). Amaranta přivádí Valtra; je ze setkání se statným mladíkem rozechvělá a hostí ho skromným pokrmem, načež si sedne ke kolovratu. Konrad Valtra vítá zdrženlivě a poněkud příkře. Amaranta i Valter se pozorují a klíčí v nich cit, zatímco v Konradovi rostou obavy z budoucnosti (tercet Oběma vám nechť vína číše … Mně teskno, divno tak).
(2. obraz – Háj před Konradovým domkem, časné jitro) Amaranta s lítostí prostírá stůl: dnes má Valter se svou družinou odejít (arieta Již odchází v dál). Zbrojnoši se scházejí k posílení a zpívají si (pijácká píseň Již, bratři, vzhůru, plňme číše). Jen Valter je zadumán – cítí, že je zamilován do Amaranty. Konrad, jehož obavy a trudnomyslnost mezitím Valter rozptýlil hrou na loutnu, se přichází rozloučit a nástroj mu věnuje (zpěv Nuž, buďte zdráv, můj bratře nad vše drahý!). Valter konečně vypravuje Konradovi i Amarantě o slibu svého otce a o cíli své cesty (árie Přespříliš záhy vzešla chvíle … Kde brázdí Nekar paty skal). Pak se na Arnoldovo naléhání vydává na cestu (sbor Les v kouř se halí v jitra čas). Zdrcená Amranta se u křížku modlí k Panně Marii, aby ji naučila odříkání (modlitba O Maria! O panno vznešená). Valter se náhle vrací – je do ní tak zamilován, že chce svůj slib porušit a zůstat s ní. Ale Amaranta odmítá a vyzývá ho, aby přísahu nerušil (duet O Amaranto! – Jak? Vy?). Všichni se definitivně loučí a Valter se zbrojnoši odcházejí (finále – sbor Buď zdráv, můj rodný kraji a Valtrův zpěv Již jdu, již jdu).

### 2. dějství
(1. obraz – Skvostný zahradní sál na zámku hraběte Tosky) V paláci hraběte Tosky se všichni chystají na ples, jemuž předchází turnaj; někteří hodují, jiní již tančí (balet a sbor Zdráv budiž vůdce náš). Toskova dcera Ghismonda těžce nese nezájem svého nastávajícího. Valter se svěřuje Arnoldovi se svou láskou k Amarantě. Ghismonda je sice vášnivá a přitahuje jej, ale její duše se mu zdá chladná. Arnold mu radí, aby Ghismondiny city vyzkoušel.
Valter tak učiní. Ghismonda ho vyhledá a vyptává se ho na důvod jeho chmur. Valter ji vášnivě uchopí a oba si vyznávají věčnou lásku (duet Tys jezerního kouzla taj). Pak Valter Ghismondě strhá klenoty a žádá po ní, aby nešla na ples – chce ji mít jen pro sebe. Ghismonda se vzpouzí, neboť takové majetnické chování je pro jejich budoucí soužití neblahým znakem. Valter ji obviňuje z pýchy a marnivosti, což Ghismondu hluboce urazí, takže připomíná Valterovi, že mu dala z lásky přednost před muži urozenějšími a bohatšími. Valter pak po ní žádá vyznání křesťanské víry; Ghismonda jej naopak vyzývá k odmítnutí bludů a pověr a ke hledání pravdy v rozumu a přírodě. Znechucený Valter se jí vzdaluje; Ghismonda odchází na ples. Valter odhazuje prsten, který mu poslala, do jezera (scéna Nuž dovol sejmout spony zlaté … Valtře, krutá tvoje řeč).
(2. obraz – Náměstí před chrámem) Místní hoši a děvčata mají zdobit chrám a náměstí ke svatbě Valtra a Ghismondy; místo toho brání hoši děvčata před nevítanou pozorností německých zbrojnošů z Valtrovy družiny, až málem dojde k potyčce (sbor Hle, jak se ti cizí páni). Kastelán, který na zdobení dohlíží, si stěžuje, že ještě nejsou hotovi, ale děvčata jej uchlácholí a zapletou do tance (scéna Mládí, kam jsi rozum dalo? … Ach, ubohý kastelan). Valter stále dumá a stěžuje si Arnoldovi na Ghismondiny vlastnosti, ale Arnold ho přesvědčuje, že Ghismondu v manželství zkrotí.
Svatební průvod přivádí Ghismondu (sbor Již myrta krášlí hebký vlas). Ghismonda si všimne, že Valter nemá její prsten, a ptá se po příčině. Ženich se ošívá a chce nechat odpověď na dobu po oddavkách, ale na Ghismondino naléhání jí přiznává, že ho zahodil, když ho zhnusila zapřením jeho víry. Ghismonda je navýsost rozzlobena a žaluje otci, biskupovi i všem přítomným, že Valter ji a její rod pohanil. Všichni žasnou (ansámbl Zpupný čin pyšné lebky). Hrabě Toska se snaží situaci uklidnit, protože – jak mu biskup připomíná – ani on nemůže zrušit svatý slib. Valter vypráví, co se včera událo, zejména jak Ghismonda vedla rouhavé řeči (vyprávění Noc byla hluboká. Ruch všechen ztich). Biskup bere toto obvinění vážně, nabádá Ghismondu ke skromnosti a poslušnosti a chce po ní, aby vyznala svou víru na jeho kříž. Rozhořčená Ghismonda se brání nařčení, ponížení a nátlaku; prý „věří pouze sobě“. Všichni jsou zděšeni a Ghismondu proklínají, včetně jejího otce a biskupa, který nad Ghismondo vyslovuje kletbu, ruší slib mezi jejím a Valrovým otcem a Valtra posílá pryč, žehnaje jeho dalším krokům. Valter se rozhoduje jít do Svaté země. Ghismonda se zoufalým výkřikem klesá k zemi (finále Toť hřích jest, strašný hřích! … Zpupná ženo, prostá víry).

### 3. dějství
(Háj před domkem Konradovým, chladný listopad) Valter –namísto Palestiny – přichází ke Konradově chalupě a lituje, že opustil Amarantu, k níž se nyní chce vrátit (árie Jak hříšník štvaný hlasem svědomí). Skryje se, když vidí, jak Konrad přivádí zesláblou a nedostatečně oděnou Amarantu a nechává ji na její žádost samotnou u křížku. Valter z úkrytu pozoruje, jak se Amaranta modlí – těžce snáší Valtrův odchod a prosí Boha, aby jej mohla alespoň ještě jednou spatřit a pak zemřít (árie Kdo byl by řek, že uzří tě). Konrad přináší zimou se chvějící dívce kolovrat a ta začíná příst. Zdáli je slyšet zpěv vracejících se zbrojnošů a Amaranta vzrušeně vstává. Teprve teď Valter vystoupí z úkrytu a ukáže se jí. Dívka upadá do mdlob a Valter se ji snaží utěšit (árie O neklesej, kdy mračno chmurných běd). Ale Bůh splnil Amarantino přání a ta se jen na okamžik probere, aby vzápětí klesla mrtva. Jak Konrad říká Valtrovi, její láska k němu ji usmrtila. Zpěv mnichů vyprovází Amarantinu duši.